# Enicospilus volitius
Enicospilus volitius là một loài tò vò trong họ Ichneumonidae.